# La vedova nera (film 2025)
La vedova nera (La viuda negra) è un film del 2025 diretto da Carlos Sedes.
Il film è ispirato al vero caso del delitto di Paitraix, uno dei casi giudiziari più inquietanti in Spagna dove un uomo di nome Antonio Navarro è stato trovato morto con sette coltellate nel suo garage di casa.

## Trama
Una giovane donna è la principale sospettata dell'omicidio del marito per accoltellamento. 

## Distribuzione
Il film è stato distribuito sulla piattaforma Netflix a partire dal 30 maggio 2025.